# Metaphycus portoricensis
Metaphycus portoricensis är en stekelart som först beskrevs av Dozier 1926.  Metaphycus portoricensis ingår i släktet Metaphycus och familjen sköldlussteklar. Inga underarter finns listade i Catalogue of Life.